# Jiří Teplý
Jiří Teplý (* 2. prosince 1962 Nové Město na Moravě) je bývalý český běžec na lyžích, který závodil v letech 1991–1994.
Startoval na ZOH 1992 a 1994, jeho nejlepším individuálním výsledkem bylo sedmnácté místo v závodě na 30 km volným způsobem v Lillehammeru 1994. Na týchž hrách pomohl české štafetě k osmé příčce. Zúčastnil se rovněž světových šampionátů v letech 1991 a 1993.